# Mangaiakungsfiskare
Mangaiakungsfiskare (Todiramphus ruficollaris) är en fågel i familjen kungsfiskare inom ordningen praktfåglar.

## Utseende och läte
Mangaiakungsfiskaren är en 19 cm lång knubbig kungsfiskare med en kraftig näbb. Den är grönblå på hjässa, kinder och ovansida, blåast på vingar och stjärt. På ögonbryn och i ett halsband är den kraftigt rost- eller ockratonad. Resten av fjäderdräkten är ljus. Lätet består av en serie med alternerande korta och långa jamande ljud.

## Utbredning och systematik
Fågeln förekommer i mangroveträsk på Mangaia (södra Cooköarna). Vissa behandlar den som en underart till vitbrynad kungsfiskare (T. tutus).

## Status och hot
Mangaiakungsfiskaren har en liten världspopulation bestående av uppskattningsvis endast 2 100-3 500 vuxna individer. Beståndet tros dock vara stabilt. Internationella naturvårdsunionen IUCN kategoriserar den som livskraftig.